# Tour de France de 2013
Tour de France 2013 ou Volta à França 2013 foi a 100.ª edição do Tour de France, a mais tradicional competição ciclística realizada na França. A prova foi concebida para ser realizada com a largada em 29 de junho da cidade de Porto-Vecchio na Corsega e chegada na avenida Champs-Élysées em Paris no dia 21 de julho de 2013. Esta edição é composta por 21 etapas, conta com dois contrarrelógios individuais, com uma forte aposta nas etapas de montanha, incluindo uma derradeira semana nos Alpes, que vai colocar à prova todo o pelotão. A quebrar a tradição, a etapa final da Volta a França 2013 será realizada ao pôr-do-sol. Uma etapa noturna iluminada pelas luzes dos Champs-Élysées, o que segundo os organizadores, será a melhor forma para celebrar o 100º aniversário da prova. Vinte e duas equipes entraram na corrida, que foi vencida pelo britânico Chris Froome da SKY Team. Em segundo e terceiro foram, respectivamente, o colombiano Nairo Quintana e o espanhol, Joaquim Rodríguez. O velocista alemão Marcel Kittel foi o primeiro piloto a usar cobiçada camiseta amarela de líder da corrida. Kittel perdeu a liderança no dia seguinte para Jan Bakelants, que conseguiu obter um segundo de vantagem depois de um solo de ataque final. O australiano Simon Gerrans ganhou a liderança da corrida depois de sua equipe, OricaGreenEdge, vencer o contra o relógio de equipe na etapa quatro. Gerrans passou a liderança para seu companheiro Daryl Impey após a conclusão da quinta etapa. Chris Froome assumiu a liderança distanciando-se de Impey após a oitava etapa, que terminava na montanha para Ax-3 domaines. Froome, em seguida, manteve a liderança até a chegada da corrida em Paris, consolidando sua liderança através de performances sólidas nas provas de tempo individuais e nas altas montanhas.

## Etapas
| Etapa | Data     | Largada - Chegada                  | Km                       | Tipo                     | Tipo                     | Vencedor                 | Líder geral              |                          |
| ----- | -------- | ---------------------------------- | ------------------------ | ------------------------ | ------------------------ | ------------------------ | ------------------------ | ------------------------ |
| 1     | 29 junho | Porto-Vecchio – Bastia             | 213 km                   |                          | Plano                    | Marcel Kittel (GER)      | Marcel Kittel (GER)      |                          |
| 2     | 30 junho | Bastia – Ajaccio                   | 156 km                   |                          | Acidentado               | Jan Bakelants (BEL)      | Jan Bakelants (BEL)      |                          |
| 3     | 1 julho  | Ajaccio – Calvi                    | 145.5 km                 |                          | Acidentado               | Simon Gerrans (BEL)      | Jan Bakelants (BEL)      |                          |
| 4     | 2 julho  | Nice – Nice                        | 25 km                    |                          | CR equipes               | Orica-GreenEDGE (AUS)    | Simon Gerrans (AUS)      |                          |
| 5     | 3 Julho  | Cagnes-sur-Mer – Marseille         | 228.5 km                 |                          | Plano                    | Mark Cavendish (GBR)     | Simon Gerrans (AUS)      |                          |
| 6     | 4 julho  | Aix-en-Provence – Montpellier      | 176.5 km                 |                          | Plano                    | André Greipel (GER)      | Daryl Impey (RSA)        |                          |
| 7     | 5 julho  | Montpellier – Albi                 | 205.5 km                 |                          | Acidentado               | Peter Sagan (SVK)        | Daryl Impey (RSA)        |                          |
| 8     | 6 julho  | Castres – Ax-3 domaines            | 195 km                   |                          | Montanha                 | Chris Froome (GBR)       | Chris Froome (GBR)       |                          |
| 9     | 7 julho  | Saint-Girons – Bagnéres-de-Bigorre | 204.5 km                 |                          | Montanha                 | Daniel Martin (IRL)      | Chris Froome (GBR)       |                          |
| -     | 8 julho  | Descanso (Saint-Nazaire)           | Descanso (Saint-Nazaire) | Descanso (Saint-Nazaire) | Descanso (Saint-Nazaire) | Descanso (Saint-Nazaire) | Descanso (Saint-Nazaire) | Descanso (Saint-Nazaire) |
| 10    | 9 julho  | Saint-Gildas-des-Bois – Saint-Malo | 197 km                   |                          | Acidentado               | Marcel Kittel (GER)      | Chris Froome (GBR)       |                          |
| 11    | 10 julho | Avranches – Mont-Saint-Michel      | 33 km                    |                          | CR                       | Tony Martin (GER)        | Chris Froome (GBR)       |                          |
| 12    | 11 julho | Fougères – Tours                   | 218 km                   |                          | plano                    | Marcel Kittel (GER)      | Chris Froome (GBR)       |                          |
| 13    | 12 julho | Tours – Saint-Amand-Montrond       | 173 km                   |                          | plano                    | Mark Cavendish (GBR)     | Chris Froome (GBR)       |                          |
| 14    | 13 julho | Saint-Pourçain-sur-Sioule – Lyon   | 191 km                   |                          | plano                    | Matteo Trentin (ITA)     | Chris Froome (GBR)       |                          |
| 15    | 14 julho | Givors – Mont Ventoux              | 243.5 km                 |                          | acidentado               | Chris Froome (GBR)       | Chris Froome (GBR)       |                          |
| -     | 15 julho | Descanso (Vaucluse)                | Descanso (Vaucluse)      | Descanso (Vaucluse)      | Descanso (Vaucluse)      | Descanso (Vaucluse)      | Descanso (Vaucluse)      | Descanso (Vaucluse)      |
| 16    | 16 julho | Vaison-la-Romaine – Gap            | 168 km                   |                          | acidentado               | Rui Costa (POR)          | Chris Froome (GBR)       |                          |
| 17    | 17 julho | Embrun – Chorges                   | 32 km                    |                          | CR (montanha)            | Chris Froome (GBR)       | Chris Froome (GBR)       |                          |
| 18    | 18 julho | Gap – Alpe d'Huez                  | 172.5 km                 |                          | montanha                 | Christophe Riblon (FRA)  | Chris Froome (GBR)       |                          |
| 19    | 19 julho | Bourg-d'Oisans – Le Grand-Bornand  | 204.5 km                 |                          | montanha                 | Rui Costa (POR)          | Chris Froome (GBR)       |                          |
| 20    | 20 julho | Annecy – Annecy-Semnoz             | 125 km                   |                          | montanha                 | Nairo Quintana (COL)     | Chris Froome (GBR)       |                          |
| 21    | 21 julho | Versailles – Champs-Élysées        | 133.5 km                 |                          | plano                    | Marcel Kittel (GER)      | Chris Froome (GBR)       |                          |

## Equipes participantes
Participaram na prova 22 equipes: as 19 de categoría UCI World Tour (obrigadas a participar) e  3 de categoría UCI Continental Profissional por convite da organização (Cofidis, Team Europcar e Saur-Sojasun). Formando assim um pelotão de 198 ciclistas, com 9 corredores a cada equipa, dos quais 169 acabaram. A equipes participantes foram:
| Equipe                  | Cód. UCI | Categoria                    | Chefe de filas                                     |
| ----------------------- | -------- | ---------------------------- | -------------------------------------------------- |
| Team Sky                | SKY      | UCI World Tour               | Chris Froome                                       |
| Garmin-Sharp            | CAN      | UCI World Tour               | Peter Sagan                                        |
| Lotto-Belisol           | LTB      | UCI World Tour               | André Greipel Jurgen Van den Broeck                |
| BMC Racing Team         | BMC      | UCI World Tour               | Cadel Evans Tejay van Garderen                     |
| RadioShack-Leopard      | RLT      | UCI World Tour               | Andy Schleck                                       |
| Team Europcar           | EUC      | UCI Continental Profissional | Pierre Rolland Thomas Voeckler                     |
| Astana                  | AST      | UCI World Tour               | Jakob Fuglsang Janez Brajkovic                     |
| FDJ                     | FDJ      | UCI World Tour               | Thibaut Pinot                                      |
| Ag2r-La Mondiale        | ALM      | UCI World Tour               | Samuel Dumoulin John Gadret Jean-Christophe Peraud |
| Team Saxo-Tinkoff       | TST      | UCI World Tour               | Alberto Contador                                   |
| Team Katusha            | KAT      | UCI World Tour               | Joaquim Rodríguez                                  |
| Euskaltel-Euskadi       | EUS      | UCI World Tour               | Igor Antón Mikel Nieve                             |
| Movistar Team           | MOV      | UCI World Tour               | Alejandro Valverde                                 |
| Cofidis                 | COF      | UCI Continental Profissional | Rein Taaramae Dani Navarro                         |
| Lampre-Merida           | LAM      | UCI World Tour               | Itália Damiano Cunego                              |
| Omega Pharma-Quick Step | OPQ      | UCI World Tour               | Mark Cavendish                                     |
| Belkin Pro Cycling      | BEL      | UCI World Tour               | Bauke Mollema Robert Gesink                        |
| Garmin-Sharp            | GRS      | UCI World Tour               | Andrew Talansky                                    |
| Orica-GreenEDGE         | OGE      | UCI World Tour               | Simon Gerrans Matthew Goss                         |
| Argos-Shimano           | ARG      | UCI World Tour               | Marcel Kittel John Degenkolb                       |
| Vacansoleil-DCM         | VCD      | UCI World Tour               | Thomas de Gendt                                    |
| Sojasun                 | SOJ      | UCI Continental Profissional | Brice Feillu Jonathan Hivert                       |

## Tour de France 2013 começa na Córsega
Com um início inédito na ilha da Córsega a primeira etapa foi atribulada, pois um ônibus da Orica-GreenEdge ficou preso na meta, como consequência a meta foi re-posicionada no marco de 3 km, que não foi necessário pois conseguiram desimpedir a meta, entretanto o pelotão sofreu uma queda em grupo no km 12, que afastou muitos ciclistas importantes como Alberto Contador e os favoritos Peter Sagan, André Greipel e Mark Cavendish. Como o ônibus danificou os equipamentos responsáveis pela marcação do tempo, a organização estabeleceu a classificação dos 10 primeiros ciclistas, ficando o resto dos ciclistas com o mesmo tempo do vencedor. Marcel Kittel venceu a etapa e se tornou o primeiro líder dessa edição.